# Państwowa Inspekcja Sanitarna

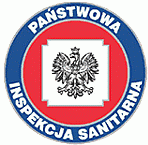
Emblemat Państwowej Inspekcji Sanitarnej

Państwowa Inspekcja Sanitarna (PIS, zwyczajowa nazwa: sanepid) – wyspecjalizowana instytucja wykonująca zadania z zakresu zdrowia publicznego, poprzez sprawowanie kontroli i nadzoru nad warunkami higieny w różnych dziedzinach życia. Inspekcja gromadzi również m.in. dane epidemiologiczne dotyczące niektórych chorób oraz wydaje decyzje m.in. w zakresie chorób zawodowych.

## Zadania
Państwowa Inspekcja Sanitarna, zgodnie z ustawą z dnia 14 marca 1985 r. o Państwowej Inspekcji Sanitarnej (Dz.U. z 2024 r. poz. 416) jest powołana do realizacji zadań z zakresu zdrowia publicznego, w szczególności poprzez sprawowanie nadzoru nad warunkami:
- higieny środowiska,
- higieny pracy w zakładach pracy,
- higieny radiacyjnej,
- higieny procesów nauczania i wychowania,
- higieny wypoczynku i rekreacji,
- zdrowotnymi żywności, żywienia i przedmiotów użytku,
- higieniczno-sanitarnymi, jakie powinien spełniać personel medyczny, sprzęt oraz pomieszczenia, w których są udzielane świadczenia zdrowotne

– w celu ochrony zdrowia ludzkiego przed niekorzystnym wpływem szkodliwości i uciążliwości środowiskowych, zapobiegania powstawaniu chorób, w tym chorób zakaźnych i zawodowych.
Państwowa Inspekcja Sanitarna podlega ministrowi właściwemu do spraw zdrowia. Państwową Inspekcją Sanitarną kieruje Główny Inspektor Sanitarny jako centralny organ administracji rządowej, który wykonuje swoje zadania przy pomocy Głównego Inspektoratu Sanitarnego.

## Historia

### Dwudziestolecie międzywojenne i II wojna światowa
W 1917 roku przy Departamencie Spraw Wewnętrznych Tymczasowej Rady Stanu Królestwa Polskiego utworzono Referat Zdrowia Publicznego, który stopniowo został przekształcony w Dyrekcję Służby Zdrowia Publicznego. Zajmowała się ona zagadnieniami sanitarno-epidemiologicznymi, a w terenie te zagadnienia jako organy wykonawcze realizowały okręgowe i powiatowe urzędy zdrowia. W tych organach pracowali lekarze, którzy ukończyli specjalnie zorganizowane kursy.
Po odzyskaniu przez Polskę niepodległości w 1918 roku rozpoczęto tworzenie struktur odpowiedzialnych za bezpieczeństwo zdrowotne i życie ludzi, ważnych z uwagi na szalejące w powojennej Europie epidemie i zarazy oraz katastrofalną sytuację sanitarną na terenie nowo powstałego państwa polskiego. 
W styczniu 1919 zostało powołane Ministerstwo Zdrowia Publicznego, do którego zadań należało między innymi zwalczanie chorób przewlekłych i zakaźnych. Instytucją, która w zamierzeniu swych twórców miała wspierać władze państwowe w realizacji celów sanitarno-epidemiologicznych, był powstały w listopadzie 1918 roku  Państwowy Centralny Zakład Epidemiologiczny (PCZE) jako zakład badawczy i laboratorium zajmujące się metodami zapobiegania i zwalczania chorób zakaźnych u ludzi. Organizowanie zakładu trwało do 1921 roku i polegało na przejmowaniu przez rząd i łączeniu wszystkich istniejący w Warszawie oraz miastach prowincjonalnych zakładów badawczych mających związek z higieną. Po połączeniu ich, 7 września 1923 roku PCZE zostało przekształcone w Państwowy Zakład Higieny (PZH), który w swej działalności łączy zadania sanitarne z działalnością badawczą. Do roku 1939 powstało 13 filii terenowych PZH, wspierających działalność laboratoryjną i naukową centrali.
Wraz z zapobieżeniem bezpośredniego zagrożenia wybuchu epidemii rozszerzył się katalog obszarów i działań w zakresie zdrowia publicznego – do tradycyjnych zagadnień profilaktyki i diagnostyki kontroli chorób zakaźnych, produkcji szczepionek i surowic dołączyły również zagadnienia z zakresu higieny pracy, kontroli leków, higieny żywności i żywienia czy jakości wody do picia.
II wojna światowa to czas spadku poziomu bezpieczeństwa ludności w zakresie sanitarno-epidemiologicznym oraz degradacja i wyniszczanie istniejących już instytucji. Zakończenie wojny to również czas wyzwań dla bezpieczeństwa sanitarnego ludzi z uwagi na epidemie tyfusu, błonicy czy czerwonki, brak leków i szczepionek oraz tworzenie się dużych, sztucznych skupisk ludzi związanych z migracjami i wysiedleniami.

### Polska Ludowa
Powstałe w 1945 roku Ministerstwo Zdrowia opierało się na działalności doraźnej wykonywanej przez tak zwane Kolumny Sanitarne, które odpowiadały za akcje przeciwepidemiczne na poziomie regionalnym i lokalnym, prowadzące do ograniczania szerzenia się chorób zakaźnych i zwalczania ognisk już istniejących. Wraz z postępującą normalizacją sytuacji w kraju oraz odbudową, zmieniły się również struktury i charakter instytucji odpowiedzialnych za bezpieczeństwo sanitarne. Znaczne zmiany nastąpiły w roku 1952, kiedy to ostatecznie na szczeblu wojewódzkim wykształciły się wojewódzkie stacje sanitarno-epidemiologiczne (wraz z powstającymi również stacjami powiatowymi). Ich zadaniem był nadzór bieżący i akcje sanitarno-porządkowe.
Państwową Inspekcję Sanitarną (PIS) utworzono na podstawie Dekretu z dnia 14 sierpnia 1954 r. Nowa struktura posiadała kompetencje w zakresie nadzoru zapobiegawczego, profilaktyki i zwalczania chorób zakaźnych i zawodowych oraz bieżącego i popularyzowania zasad higieny oraz zapobiegania chorobom.
Organami nowo powstałej instytucji zostali inspektorzy sanitarni na szczeblu: wojewódzkim (w tym odrębni dla Warszawy i Łodzi – miast na prawach województwa), powiatowym oraz miejskim (dla miast na prawach powiatu), dzielnicowym (gdy miasto podzielono na dzielnice) i portowym, podporządkowani głównemu inspektorowi sanitarnemu (w randze zastępcy Ministra Zdrowia do spraw sanitarno-epidemiologicznych) odpowiedzialnemu przed Ministerstwem Zdrowia. Organy te posiadały kompetencje i obowiązki na niespotykaną dotychczas skalę, będąc odpowiedzialne za bieżący i zapobiegawczy nadzór sanitarny, zapobieganie chorobom zakaźnym i popularyzowanie zasad higieny.
W 1975 r. przeprowadzono reformę administracyjną, która zniosła powiaty i utworzyła 49 województw. Strukturę PIS dostosowano do nowej siatki administracyjnej poprzez zastąpienie powiatowych, miejskich i dzielnicowych inspektorów sanitarnych przez inspektorów terenowych, a rozporządzeniem ustalono siedziby i terytorialny zakres działania poszczególnych terenowych inspektorów sanitarnych.
W 1975, 1986 i 1996 r. nowymi rozporządzeniami zmodyfikowano zakres działania poszczególnych inspektorów terenowych. Również w 1996 r. zarządzeniem Ministra Zdrowia i Opieki Społecznej stacje wojewódzkie, terenowe i portowe stały się oddzielnymi jednostkami budżetowymi, bowiem wcześniej stacje terenowe były placówkami zamiejscowymi stacji wojewódzkich.

### Współczesność
W związku z reformą administracyjną tworzącą powiaty oraz 16 dużych województw zmieniono strukturę PIS, której zadania mieli odtąd wykonywać inspektorzy wojewódzcy, powiatowi, portowi i kolejowi – przy czym organy na szczeblu wojewódzkim i powiatowym zostały włączone w skład administracji zespolonej, odpowiednio województwa i powiatu. Wówczas też z nazwy inspekcji usunięto słowo „państwowa”. Od 1 stycznia 2001 r. zniesiono kolejowe stacje sanitarno-epidemiologiczne i włączono je do stacji powiatowych. 1 stycznia kolejnego roku wyłączono organy inspekcji sanitarnej z wojewódzkiej administracji zespolonej, zlikwidowano stacje portowe i utworzono stacje graniczne.
Kilka miesięcy później inspekcji przywrócono w nazwie słowo „państwowa”, podporządkowano inspektora wojewódzkiego głównemu inspektorowi, a inspektorów powiatowych i granicznych podporządkowano inspektorowi wojewódzkiemu. Od 1 kwietnia 2009 r. PIS ponownie funkcjonuje w województwach i w powiatach jako część zespolonej administracji, natomiast inspektorzy graniczni nadal podlegają głównemu inspektorowi.
W związku z pandemią w 2020 roku podjęto informatyzację Inspekcji, dostarczono 2000 komputerów i 4000 smartfonów.

## Organizacja

### Struktura organizacyjna
Państwowa Inspekcja Sanitarna ma struktury centralne i terenowe. Organem centralnym, kierującym PIS, jest Główny Inspektor Sanitarny, będący centralnym organem administracji rządowej. Działa on od 1 stycznia 2000. Swoje zadania wykonuje przy pomocy Głównego Inspektoratu Sanitarnego, centralnego urzędu administracji rządowej.
Terenowymi organami PIS są państwowi inspektorzy sanitarni, pod kierunkiem których działają stacje sanitarno-epidemiologiczne. Stacje te posiadają status prawny podmiotu leczniczego działającego w formie zakładu opieki zdrowotnej:
- w województwach działają państwowi wojewódzcy inspektorzy sanitarni (organy rządowej administracji zespolonej w województwie), którzy kierują wojewódzkimi stacjami sanitarno-epidemiologicznymi[18],
- w powiatach działają państwowi powiatowi inspektorzy sanitarni (organy rządowej administracji zespolonej w powiecie), którzy kierują powiatowymi stacjami sanitarno-epidemiologicznymi[19],
- inspekcję obszarów przejść granicznych, portów lotniczych i morskich oraz jednostek pływających na obszarze wód terytorialnych wykonują państwowi graniczni inspektorzy sanitarni (organy administracji niezespolonej, a nadzór merytoryczny sprawuje właściwy miejscowo Państwowy Wojewódzki Inspektor Sanitarny), którzy kierują granicznymi stacjami sanitarno-epidemiologicznymi[20].

### Kierownictwo GIS[21]
- Paweł Grzesiowski – Główny Inspektor Sanitarny od 17 czerwca 2024[22]
- Izabela Kucharska – zastępca Głównego Inspektora Sanitarnego od 25 września 2015
- Adam Tokarczyk – dyrektor generalny